# Gomphrenoideae
Gomphrenoideae je potporodica biljaka, dio porodice štirovki. Sastojala se od 18 rodova od kojih je tipičan rod kuglasti amarant, gomfrena ili semprica (Gomphrena), jednogodišnje raslinje iz Amerike i Australije. Smatra se i za sinonim potporodice Gomphogynoideae Luerss.

## Opis
Gomfrenoidna skupina Amaranthaceae ('Gomphrenoideae') sastoji se od alternanteroidnih, irezinoidnih i gomfrenoidnih podkladusa. Koristeći skenirajuću elektronsku i svjetlosnu mikroskopiju, proučavala je 2019. Ivonne Sánchez-Del Pino i njezina ekipa cvjetove sedam rodova koji predstavljaju sva tri subkladusa s fokusom na androecijalnu cijev, koja je prisutna kod svih Gomphrenoideae, i na koju su umetnuti prašnici. Dvije vrste dodataka, ili na androecijalnoj cijevi ili na filamentima, uočene su kod većine Gomphrenoideae. Glavni cilj ovog rada bio je utvrditi prirodu ovih dodataka. U alternanteroidnoj i irezinoidnoj subkladi često se pojavljuju dodaci na androecijalnoj cijevi, koji potječu iz primordija na njezinom rubu. U gomfrenoidnoj subkladi, slični dodaci na androecijalnoj cijevi pojavljuju se samo u Pseudoplantago, ali nekoliko rodova ima dodatke koji potječu iz baza filamenata; zovu se stoga dodaci na filamentima. Dvije vrste dodataka međusobno se isključuju. Smatraju ih nehomolognim, “de novo” organima, koji čine različite karaktere, svaki sa skupom karakternih stanja. Floralna ontogenija proučavanih taksona slaže se s ranijim nalazima u Amaranthaceae. Kupolasti oblik gornjeg dijela cvjetne stabljike (receptacle) primijećen je kod Gomphrenoideae i kod Amaranthusa (Amaranthoideae). Središnji primordij ovule razvija se neovisno iz prstenaste stijenke jajnika, ali je kasnije prolazno pričvršćen za nju, što sugerira da je ovaj (ontogenetski) akarpelatni jajnik evoluirao iz jajnika s karpelarnom organizacijom. Anatomski dokazi o periginnom hipantiju kod Guilleminea daju se prvi put. U Gomphrenoideae, cvjetovi su obično dvospolni, ali funkcionalno se muški cvjetovi pojavljuju u Iresine. Njihovi rezultati pokazuju da je cvjetna seksualnost Amaranthusa fleksibilnija nego što je općenito prihvaćeno.

## Tribusi i rodovi
Subfamilia Gomphogynoideae Luerss.
1. Tribus Pseudoplantageae Covas
  1. Pseudoplantago Suess. (2 spp.)
2. Tribus Gomphreneae Fenzl
  1. Subtribus Froelichiinae
    1. Guilleminea Kunth (6 spp.)
    2. Tidestromia Standl. (8 spp.)
    3. Froelichia Moench (16 spp.)
    4. Froelichiella R. E. Fr. (1 sp.)
    5. Pfaffia Mart. (33 spp.)
    6. Hebanthodes Pedersen (1 sp.)
    7. Hebanthe Mart. (6 spp.)
    8. Pedersenia Holub (8 spp.)
    9. Alternanthera Forssk. (109 spp.)

  2. Subtribus Gomphreninae
    1. Gomphrena L. (137 spp.)
    2. Iresine R. Br. (37 spp.)
    3. Quaternella Pedersen (3 spp.)